# Suraia, Vrancea
Suraia este o comună în județul Vrancea, Moldova, România, formată numai din satul de reședință cu același nume.

## Așezare
Comuna se află în extremitatea de est a județului, pe malul drept al Siretului, râu ce formează limita cu județul Galați. Este traversată de șoseaua județeană DJ204D, care o leagă spre sud de Vulturu (unde se termină în DN23) și spre nord-vest de Biliești, Vânători și Focșani (unde se termină în DN2). La Suraia DJ204D se intersectează cu DJ204G, care duce spre sud la Vulturu. Prin comună trece și Calea ferată Făurei–Tecuci, pe care este deservită de halta de mișcare Suraia.

## Demografie
Componența etnică a comunei Suraia
     Români (92,52%)
     Alte etnii (0,7%)
     Necunoscută (6,78%)
Componența confesională a comunei Suraia
     Ortodocși (91,85%)
     Alte religii (1,09%)
     Necunoscută (7,06%)
Conform recensământului efectuat în 2021, populația comunei Suraia se ridică la 5.705 locuitori, în creștere față de recensământul anterior din 2011, când fuseseră înregistrați 4.595 de locuitori. Majoritatea locuitorilor sunt români (92,52%), iar pentru 6,78% nu se cunoaște apartenența etnică. Din punct de vedere confesional, majoritatea locuitorilor sunt ortodocși (91,85%), iar pentru 7,06% nu se cunoaște apartenența confesională.

## Politică și administrație
Comuna Suraia este administrată de un primar și un consiliu local compus din 15 consilieri. Primarul, Maria Stroe[*], de la Partidul Național Liberal, este în funcție din octombrie 2020. Începând cu alegerile locale din 2024, consiliul local are următoarea componență pe partide politice:
|  | Partid                    | Consilieri | Componența Consiliului | Componența Consiliului | Componența Consiliului | Componența Consiliului | Componența Consiliului | Componența Consiliului | Componența Consiliului | Componența Consiliului | Componența Consiliului |
|  | ------------------------- | ---------- | ---------------------- | ---------------------- | ---------------------- | ---------------------- | ---------------------- | ---------------------- | ---------------------- | ---------------------- | ---------------------- |
|  | Partidul Național Liberal | 9          |                        |                        |                        |                        |                        |                        |                        |                        |                        |
|  | Partidul Social Democrat  | 4          |                        |                        |                        |                        |                        |                        |                        |                        |                        |
|  | Uniunea Salvați România   | 2          |                        |                        |                        |                        |                        |                        |                        |                        |                        |

## Istorie
La sfârșitul secolului al XIX-lea, comuna făcea parte din plasa Biliești a județului Putna și era formată din satele Butuceni, Dimaciu, Dumbrăvița și Suraia, cu 3041 de locuitori. În comună funcționau trei biserici și o școală. Anuarul Socec din 1925 consemnează comuna în aceeași structură, devenită reședință a plășii Biliești. Comuna avea 2846 de locuitori. În 1931, satele Butuceni și Dumbrăvița au fost comasate în satul Dumbrăvița-Butuceni și a apărut pe teritoriul comunei și satul Dumbrăvița Nouă.
În 1950, comuna a fost arondată raionului Focșani din regiunea Putna, apoi (după 1952) din regiunea Bârlad și (după 1956) din regiunea Galați. În 1968, ea a fost transferată județului Vrancea, și toate satele ei de atunci au fost comasate în satul Suraia; comunei Suraia i-a fost arondat și satul Biliești. Acesta a făcut parte din comună până în 2004, când s-a separat, formând o comună de sine stătătoare.

## Monumente istorice
Singurul obiectiv din comuna Suraia inclus în lista monumentelor istorice din județul Vrancea ca monument de interes local este monumentul eroilor din Războiul Ruso-Turc (1877-1878), clasificat ca monument memorial sau funerar și aflat în centrul satului Suraia.